# Bartolomé Amor
Bartolomé Amor de Pisa (Revenga, 1785-Palencia, 1867) fue un militar y político español del siglo XIX.

## Biografía
Nacido en la localidad palentina de Revenga de Campos el 24 de agosto de 1785, alcanzó el rango de teniente general. Falleció en su domicilio palentino el 11 de diciembre de 1867.